# Mémoires de l'Academie Imperiale des Sciences de Saint-Petersbourg. Sixieme Serie. Sciences Mathematiques, Physiques et Naturelles. Seconde Partie: Sciences Naturelles
Mémoires de l'Academie Imperiale des Sciences de Saint-Petersbourg. Sixieme Serie. Sciences Mathematiques, Physiques et Naturelles. Seconde Partie: Sciences Naturelles (abreviado Mém. Acad. Imp. Sci. Saint-Pétersbourg, Sér. 6, Sci. Math., Seconde Pt. Sci. Nat.) fue una revista con ilustraciones y descripciones botánicas que fue editada en San Peterburgo desde 1835 hasta 1859. Fue precedida por Mémoires de l'Académie Imperiale des Sciences de St.-Pétersbourg. Sixième Série. Sciences Mathématiques, Physiques et Naturelles y reemplazada por Mémoires de l’Académie Impériale des Sciences de Saint Pétersbourg, Septième série.